# René Hauss (1896-1965)
René Hauss est un homme politique français, né le 25 janvier 1896 à Strasbourg (Bas-Rhin) et décédé le 22 novembre 1965 à Bauendorf (Allemagne).

## Biographie
Imprimeur à Strasbourg, il milite avec les autonomistes alsaciens et codirige leur journal, Elz. Il est conseiller général du canton de Seltz de 1928 à 1934 puis conseiller municipal de Strasbourg.
Il est élu député du Haut-Rhin le 13 janvier 1929, lors d'une élection partielle destinée à remplacer Joseph Rossé, qui a été invalidé. Il ne se représente pas en 1932. Il fonde, en 1931, un parti séparatiste et fait partie des accusés, lors du procès des séparatistes, qui se tient à Nancy en 1939. Libéré par les allemands en 1940, il adhère au parti nazi et devient sous-préfet de Haguenau. A la Libération, il s'enfuit en Allemagne où il devient journaliste. Il est condamné à mort par Contumace en 1947 par un tribunal de Strasbourg.

## Sources
- « René Hauss (1896-1965) », dans le Dictionnaire des parlementaires français (1889-1940), sous la direction de Jean Jolly, PUF, 1960 [détail de l’édition]